# فرد آلرت
فرد آلرت (انگلیسی: Fred Ahlert؛ ‏ ۱۹ سپتامبر ۱۸۹۲ – ۲۰ اکتبر ۱۹۵۳) آهنگساز، ترانه‌پرداز و موسیقی‌دان اهل ایالات متحده آمریکا بود.
از فیلم‌هایی که وی در آن‌ها نقش داشته است، می‌توان به بسیار شیک‌پوش اشاره نمود.